# Miljözon

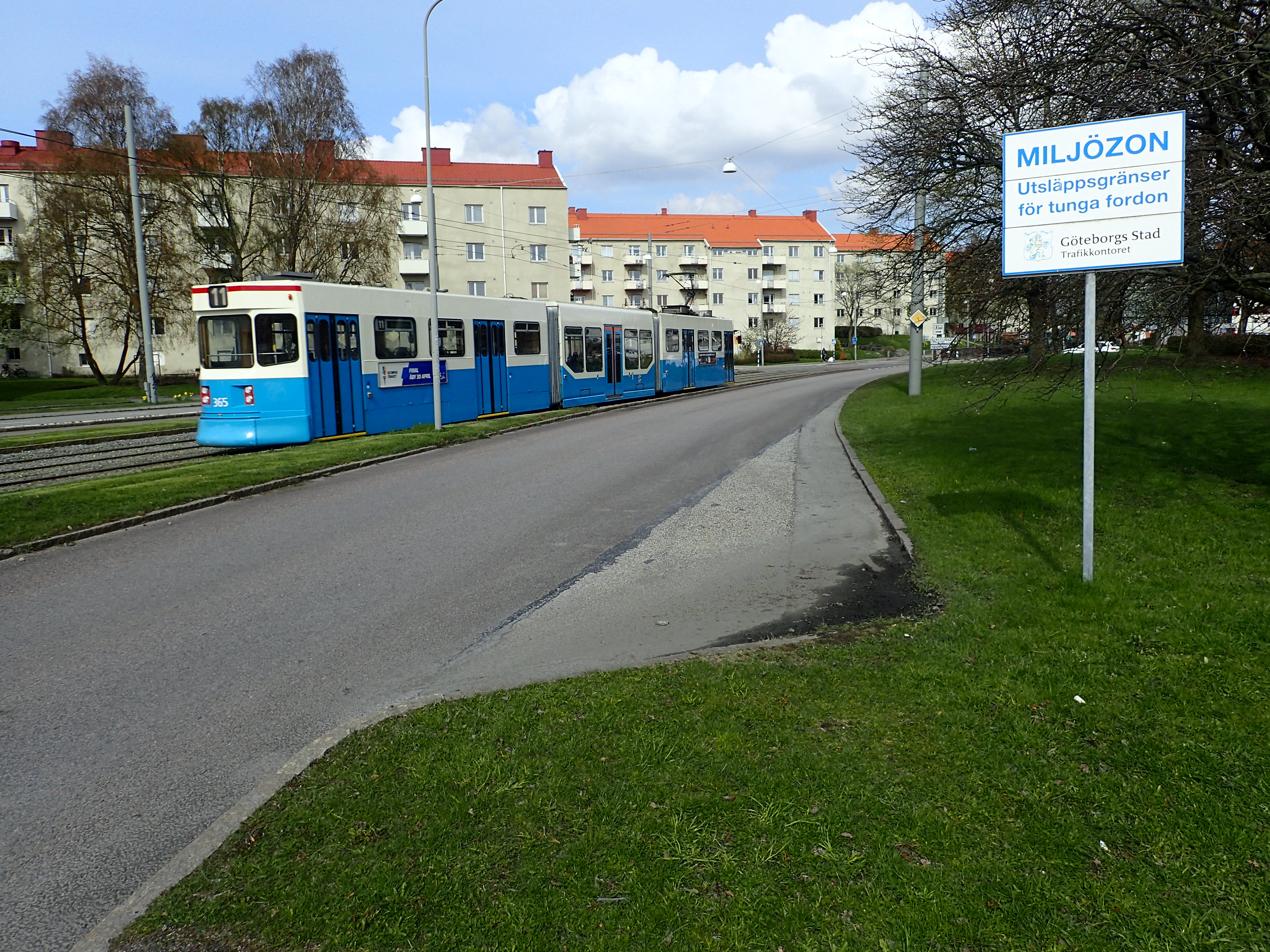
Skylt för miljözon i området Sandarna, Göteborg.

Miljözoner används för att begränsa användningen av bensin- och dieselfordon som inte har fullgod utsläppsklass(en) inom tätorter där luftkvaliteten har överstigit EU:s gränsvärden, främst i syfte att minska dödligheten i cancer och hjärt- och kärlsjukdomar. Miljözoner har hittills endast gällt lastbilar och bussar. Nya typer av miljözoner som även berör personbilar infördes, i Sverige 1 januari 2020.

## Miljözoner för tung trafik
Många europeiska länder, däribland Danmark och Tyskland, har infört miljözoner för tung trafik i större städer sedan 1990-talet. I Sverige är det infört för viss tung trafik i åtta stadskärnor, inkluderande Stockholm, Göteborg, Malmö, Uppsala, Helsingborg och Lund. Kravet i Sverige var ursprungligen att fordonen måste klara utsläppsklass Euro 2(en) (som började tillämpas för typgodkännande av bilar år 1996) för att få köras inom miljözonerna, men har successivt höjts till Euro 6(en) (typgodkända bilar från 2014) från och med januari 2020.
I praktiken innebär miljözonerna att tunga dieseldrivna fordon som är äldre än sex år (undantag finns för äldre gasdrivna bussar och etanolbussar, som har höga utsläpp av NO2) inte får köra inne i städerna. Nyare fordon är utrustade med partikelfilter som omvandlar av skadligt sot och kolväten bundna till sotet, till koldioxid och till vattenånga. 

## Nya miljözoner för fler trafiktyper

### Norge
I Oslo har temporära förbud mot alla dieselfordon införts när luften har varit dålig.

### Sverige
I Sverige beslutade regeringen Löfven att ge kommunerna möjlighet att införa tre typer av miljözoner. Dessa trädde i kraft 1 januari 2020: 
- Den första klassen berör enbart tung trafik enligt ovan.
- Den andra klassen kräver att personbilar klarar utsläppsklass Euro 6(en), vilken har tillämpats för typgodkännande av nya bilar sedan 2014. Dieselpersonbilar måste klara Euro 6 från 1 juli 2022 i miljözoner.
- Den tredje klassen tillåter endast rena elbilar, bränslecellsbilar och gasbilar i Euro 6. Laddhybrider är då tillåtet för tung trafik men inte för personbilar.  [4]

Man kan gå in på transportstyrelsens webbplats för att ta reda på om ett fordon med svenskt registreringsnummer uppfyller kraven i Euro 6.

#### Stockholm
Sedan 1 juli 1996 gäller miljözon klass 1 i Stockholms innerstad, bortsett från ett fåtal undantagna gator. 15 januari 2020 införde Stockholms kommun miljözon klass 2 på Hornsgatan, för att förbättra luftkvaliteten i området. På samma gata råder även dubbdäcksförbud. I oktober 2022 meddelade Stockholms rödgröna styre att staden har för avsikt att införa miljözon klass 3 i Gamla stan och i delar av City. Införandet ska påbörjas 2024.

## Motiv till införandet
Luftföroreningar orsakar såväl cancer som lung-, hjärt- och kärlsjukdomar, och bedöms förorsaka 3000 förtida dödsfall per år i Sverige. Luftkvaliteten har förbättrats i Sverige sedan 1990-talet, men anses fortfarande vara oacceptabel på vissa platser i tätorter, främst till följd av utsläpp från äldre fordon. Samtliga kommuner som har infört "miljözon" hävdar i sina offentligt tillgängliga dokument, att de vill minska halterna av kväveoxider (NO2) och partiklar som är mindre än 10 mikrometer (PM10) och således kan andas in av människan. Även marknära ozon är en hälsorisk som kan påverkas genom miljözoner.